# Scolopocryptops verdescens
Scolopocryptops verdescens är en mångfotingart som först beskrevs av Chamberlin 1921.  Scolopocryptops verdescens ingår i släktet Scolopocryptops och familjen Scolopocryptopidae.
Artens utbredningsområde är Fiji. Inga underarter finns listade i Catalogue of Life.